# Comuna Novohradivka, Bobrîneț
Novohradivka (în ucraineană Новоградівка) este o comună în raionul Bobrîneț, regiunea Kirovohrad, Ucraina, formată din satele Novohradivka (reședința), Novosamara, Penkove și Vodeano-Mîhailivka.

## Demografie
Componența lingvistică a comunei Novohradivka
     Ucraineană (95,85%)
     Rusă (2,67%)
     Alte limbi (0,3%)
Conform recensământului din 2001, majoritatea populației comunei Novohradivka era vorbitoare de ucraineană (95,85%), existând în minoritate și vorbitori de rusă (2,67%).